# Takako Širaiová
Takako Širaiová (japonsky 白井 貴子, Širai Takako; * 18. července 1952 Okajama) je bývalá japonská volejbalistka korejské národnosti. S japonskou ženskou volejbalovou reprezentací se stala mistryní světa v roce 1974 a vyhrála turnaj na olympijských hrách v Montréalu roku 1976. Krom toho má stříbro z olympiády v Mnichově roku 1972. Vyhrála rovněž Světový pohár v roce 1977. V roce 2000 byla uvedena do mezinárodní volejbalové síně slávy, jakožto první japonská volejbalistka.